# Dubrava (Kuršumlija)
Pour les articles homonymes, voir Dubrava et Dubrave.
Dubrava (en serbe cyrillique : Дубрава) est un village de Serbie situé dans la municipalité de Kuršumlija, district de Toplica. Au recensement de 2011, il comptait 30 habitants.

## Démographie
| 1948 | 1953 | 1961 | 1971 | 1981 | 1991 | 2002 | 2011 |
| ---- | ---- | ---- | ---- | ---- | ---- | ---- | ---- |
| 305  | 324  | 249  | 137  | 97   | 58   | 45   | 30   |

|  |